# Cisi Pracownicy Krzyża
Cisi Pracownicy Krzyża (wł. Silenziosi Operai della Croce) – stowarzyszenie założone w 1950 roku przez włoskiego kapłana bł. ks. prałata Luigi Novarese, które ma charakter wspólnoty osób konsekrowanych: kapłanów i wiernych świeckich zaangażowanych w uświadamianie ludziom chorym i niepełnosprawnym chrześcijańskiego sensu ich cierpienia. Skrót nazwy wspólnoty zakonnej: SOdC.

## Historia (świat)
- Stowarzyszenie „Cichych Pracowników Krzyża” powstało w Rzymie, 1 listopada 1950, jako jedno z czterech dzieł apostolskich Sługi Bożego ks. prał. Luigi Novarese i jego współpracownicy, s. Elwiry Miriam Psorulla.
- W 1960 roku całe dzieło apostolskie ks. Luigi Novarese, w tym „Cisi Pracownicy Krzyża”, uzyskało aprobatę władz Kościoła katolickiego wyrażoną przez papieża Jana XXIII w Breve apostolskim „Valdae probande”.
- 5 października 2020 zmarł ks. Janusz Malski, a 28 listopada 2020 ks. Luigi Garosio został wybrany nowym moderatorem[1].
- 24 maja 2021 zmarł ks. Luigi Garosio[2].
- 29 października 2021 moderatorem generalnym został wybrany ks. Johnny Loureiro Freire[3].

## Historia (Polska)
- W 1982 roku założyciel stowarzyszenia, ks. Luigi Novarese i współzałożycielka – siostra Elwira Miriam Psorulla przybyli do Polski na zaproszenie ks. abpa Kazimierza Majdańskiego, ordynariusza diecezji szczecińskiej. Wówczas ks. Novarese zaczął tworzyć pierwsze plany zainicjowania nowej wspólnoty w Polsce. Pragnieniem założyciela było, aby wspólnota osiedliła się na Jasnej Górze.
- 11 listopada 1981 roku w Rzymie miało miejsce pierwsze spotkanie obecnego moderatora generalnego wspólnoty, ks. Janusza Malskiego (wówczas alumna Seminarium Duchownego w Szczecinie) z założycielem wspólnoty.
- W 1983 roku ks. Janusz i s. Małgorzata Malscy (rodzeństwo) dostąpili aktu konsekracji w obecności założyciela dzieła ks. Novarese. To właśnie ks. Januszowi Malskiemu założyciel dzieła powierzył troskę o jego rozwój w Polsce, zwracając się z prośbą o nabycie terenu pod budowę domu, jeśli to możliwe, na Jasnej Górze.
- 7 lipca 1985 roku miały miejsce święcenia kapłańskie ks. Janusza Malskiego – pierwszego polskiego kapłana we wspólnocie „Cichych Pracowników Krzyża”. W tym samym roku miała miejsce pierwsza pielgrzymka chorych kapłanów z Polski do sanktuarium maryjnego w Lourdes (Francja). W dotychczasowych pielgrzymkach wzięło udział ponad 270 kapłanów z wszystkich diecezji polskich.
- W 1986 roku odbyły się pierwsze rekolekcje dla chorych z Polski, które zorganizowano we włoskim domu stowarzyszenia – Domu „Niepokalanego Serca Maryi” w Re (Włochy). Chorzy obecni na tych rekolekcjach niejednokrotnie podkreślali potrzebę otwarcia takiego Domu w Polsce.
- 16 października 1986 roku miało miejsce pierwsze spotkanie przełożonych stowarzyszenia „Cichych Pracowników Krzyża” z biskupem pomocniczym Diecezji Zielonogórsko-Gorzowskiej dr. Pawłem Socha i proboszczem z Głogowa ks. Ryszardem Dobrołowiczem. Spotkanie odbyło się w Rzymie przy okazji konsekracji biskupa Józefa Michalika. Wtedy padła pierwsza propozycja, aby stowarzyszenie podjęło działalność w Głogowie.
- W styczniu 1987 roku bp Michalik przybył do Rzymu, gdzie potwierdził gotowość przyjęcia wspólnoty w Diecezji Zielonogórsko-Gorzowskiej.
- W maju 1987 roku, podczas obchodów 40-lecia powstania „Centrum Ochotników Cierpienia” w Rzymie, chorzy z Polski (200 osób) wraz z ks. Ryszardem Dobrołowiczem i ks. Januszem Malskim zaprezentowali papieżowi Janowi Pawłowi II makietę domu wspólnoty – projekt głogowskiego ośrodka (autorstwa arch. prof. Jerzego Gurawskiego), wyrażając przy tym pragnienie osiedlenia się wspólnoty również w Polsce. Spotkało się to z aprobatą Jana Pawła II, który pobłogosławił dzieło.
- 27 października 1989 roku abp Józef Michalik, ordynariusz zielonogórsko-gorzowski, poświęcił teren pod budowę Domu „Uzdrowienie Chorych”, zlokalizowanego w najstarszej części Głogowa, w cieniu zabytkowej Kolegiaty Wniebowzięcia NMP.
- 4 czerwca 1992 roku Diecezja Zielonogórsko-Gorzowska podpisała ze „Stowarzyszeniem Cichych Pracowników Krzyża” umowę regulującą sprawy związane z działalnością stowarzyszenia i z budową domu.
- W 1993 roku stowarzyszenie rozpoczęło działalność apostolską, m.in. poprzez wydawanie czasopisma dla chorych i niepełnosprawnych pt. „Kotwica nadziei” (obecnie dwumiesięcznik „Kotwica”).
- 2 czerwca 1994, po 6 latach realizacji projektu, nastąpiło uroczyste wmurowanie kamienia węgielnego. Aktu wmurowania dokonał nowy ordynariusz zielonogórsko-głogowski, bp Adam Dyczkowski, w obecności prezydenta miasta Głogowa i współzałożycielki „Cichych Pracowników Krzyża” – s. Elwiry Miriam Psorulla, która otrzymała tytuł honorowego obywatela miasta Głogowa.
- 13 czerwca 1996 roku ma miejsce kolejny etap utwalania obecności wspólnoty na ziemi głogowskiej: nadanie imienia ks. prałata Luigiego Novarese nowej ulicy, przy której usytuowany jest Dom „Uzdrowienie Chorych”. W uroczystości udział wzięli min. prezydent miasta Głogowa, bp Adam Dyczkowski i s. Elwira Miriam Psorulla.
- 13 stycznia 1997 roku wspólnota osiedliła się na stałe w Głogowie. Tymczasowo zamieszkuje na plebanii parafii kolegiackiej. Przedstawicielami wspólnoty są: moderator – ks. Janusz Malski oraz siostry: Małgorzata Malska i Włoszka – s. Maria Teresa Neato.
- 31 października 1997 roku Sekretariat Episkopatu Polski pozytywnie zaopiniował wniosek moderatora krajowego ks. Janusza Malskiego w sprawie założenia pierwszego domu wspólnoty w Polsce[4].
- 8 grudnia 1997 roku stowarzyszenie „Cichych Pracowników Krzyża” otrzymało osobowość prawną w Polsce[5].
- 16 czerwca 2003 roku został otwarty i uroczyście poświęcony Dom „Uzdrowienie Chorych” im. Jana Pawła II w Głogowie – pierwszy dom wspólnoty w Polsce i w Europie Środkowo-Wschodniej, a także ośrodek duszpasterstwa chorych.
- 16 października 2004 roku nastąpiła zmiana nazwy ze „Stowarzyszenie Cichych Pracowników Krzyża” na „Cichych Pracowników Krzyża”, co bardziej oddaje zakonny charakter wspólnoty działającej na różnych kontynentach[6].

## Kontakt
- ul. ks. Prałata L. Novarese 2
- 67-200 Głogów